# The Transposed Heads
The Transposed Heads är en opera i en akt och scener med musik av Peggy Glanville-Hicks. Hon skrev även librettot som var en bearbetning av Lowe-Porters engelska översättning av Thomas Manns roman Die vertauschten Köpfe. Operan var en beställning av Louisville Philharmonic Society och hade premiär den 3 april 1954 i Columbia Auditorium i Louisville, Kentucky.

## Historia
The Transposed Heads var Glanville-Hicks första försök att komponera en helaftonsopera. Verket var resultatet av en $4000-beställning från Louisville Philharmonic Society med extra medel tillagda från Rockefeller Foundation. Hon skrev librettot själv, enligt egen utsago byggde hon den ordagrannt på Helen Tracy Lowe-Porters engelska översättning av Thomas Manns roman Die vertauschten Köpfe ("De ombytta huvudena"). Hon kortade dock ner texten avsevärt och strök några element i historien. Trots det till synes tragiska innehållet i Manns historia skrev han den med glimten i ögat. Glanville-Hicks behöll något av samma tanke genom att göra guru Kamadamana och gudinnan Kali till komiska figuret och ge dem tal snarare än sångroller.
Glanville-Hicks skrev i premiärprogrammet:
Mitt syfte var att skapa en grand opera med kammarmusik. Verket är huvudsakligen ett virtuosstycke för sångare, hela formen och rytmen kommer från röstelementet liksom det vokala utarbetandet kommer från formen av en barockkonsert.
Partituret innehåller musik från hennes Sinfonietta for Small Orchestra in D Minor (1935) och från indisk folklore. Enligt Glanville-Hicks krävde inte bruket av indiska musikmotiv någon speciell ändring av hennes vanliga kompositionsstil:
Över en period av tid har jag gradvist gjort mig av med modernismens harmoniska diktaturskap, och har utvecklat en struktur av melodi-rytm som ligger väldigt nära den gamla världens musikmönster.
Hon komponerade musiken i fyra månader och slutförde den i september 1953 i Port Antonio, Jamaica. Medan hon letade efter ett permanent sommarhus där lät Errol Flynns fader Theodore henne låna sonens yacht Zaca. Under den tiden inledde Glanville-Hicks och Theodore Flynn ett förhållande och hon tillägnade The Transposed Heads till honom. >Under operans utformning hade hon tvekat mellan att göra den i en, två eller tre akter. Slutligen bestämde hon sig för en akt i sex scener. Operans speltid uppgår till omkring 75 minuter.

## Uppförandehistorik
The Transposed Heads hade premiär på en matinéeföreställning i Columbia Auditorium i Louisville, Kentucky den 3 april 1954 dirigerad av Moritz von Bomhard. Den framfördes totalt tre gånger fram till 24 april. Operan spelades också in av Louisville Philharmonic Society och gavs ut på LP, vilken spelades i många radiokanaler över hela USA. Premiären i New York ägde rum 1958 i en uppsättning dirigerad av Carlos Surinach på Phoenix Theatre, där den framfördes två gånger. I sin recension skrev Howard Taubman:
Hon [Glanville-Hicks] kan sin engelska, och hon skriver attraktivt för rösten. Men hennes orientalism upprepar sig och man tröttnar på den, trots att det är en kort opera."
1970 blev The Transposed Heads Glanville-Hicks första större verk att ha premiär i hemlandet Australien där den framfördes av University of New South Wales opera. Den sattes upp på nytt 1986 på Australian Festival där den framfördes tillsammans med hennes enaktsopera från 1959, The Glittering Gate.

## Personer
| Roller                                               | Röstläge | Premiärbesättning 3 april 1954 (Dirigent: Moritz von Bomhard) |
| ---------------------------------------------------- | -------- | ------------------------------------------------------------- |
| Sita, en ung och vacker indisk kvinna                | sopran   | Audrey Nossaman                                               |
| Shridaman, förälskad i Sita, senare hennes make      | tenor    | Monas Harlan                                                  |
| Nanda, Shridamans vän, också förälskad i Sita        | baryton  | William Pickett                                               |
| Kali, Hindugudinnan av både skapelse och förstörelse | talroll  | Dwight Anderson                                               |
| Kamadamana, en guru                                  | talroll  | Robert Sutton                                                 |
| Bybor (män och kvinnor)                              |          |                                                               |

## Handling
Plats: Indien i mytisk tid
Scen 1
Shridaman är en skolad köpman med ett nobelt ansikte men med en tunn, spinkig kropp. Nanda är en smed med en stark och vacker kropp men med ett ganska ordinärt intellekt. Trots dessa skillnad är de två vänner. När de befinner sig i skogen ser de den vackra Sita ta sig ett rituellt bad. De blir båda betagna.
Scen 2
Flera dagar senare finner Nanda Shridaman bokstavligen sjuk av kärlek till Sita och undrar om hon någonsin kommer gifta sig med honom. Nanda erbjuder sig att uppvakta henne för Shridamans skull och lyckas.
Scen 3
Shridamans och Sitas bröllop firas i byn med mycket sång och dans.
Scen 4
Shridaman, Sita, och Nanda beger sig hem efter bröllopet. Shridaman har märkt att det råder en stark spänning mellan Sita och Nanda. När de reser genom skogen kommer de till ett gudinnan Kalis tempel. Shridaman går in för att be. I ett religiöst rus hugger han huvudet av sig för att göra Sita fri att gifta sig med Nanda. Nanda går in i templer och finner Shridamans kropp. Han inser motivet bakom vännens självmord. I djupaste ånger hugger även Nanda av sig huvudet.
Sita kommer in i templet och när hon ser vad som hänt hänger hon sig. Kali uppenbarar sig. Hon säger till Sita att sätta tillbaka huvuderna på kropparna vilket ska ge dem livet tillbaka. Men i sin sorg placerar Sita Nandas huvud på Shridamans kropp och vice versa. Efter att Kali har utövat sin magi återuppväcks männen med sina gamla huvuden men med nya kroppar.
Scen 5
Till en början är männen glad över det nya arrangemanget. Men de bestämmer sig för att rådfråga gurun Kamadamana med vilken av de två männen som Sita är gift. Kamadamana beslutar att det är den med Shridamans huvud. I sin besvikelse drar sig Nanda tillbaka som ensling.

Scen 6
Flera år har gått. Sita längtar efter Nanda och söker upp honom. Shridaman följer efter henne och konfronterar dem. Han föreslår den enda lösningen på problemet där en kvinna samtidigt är kär i en mans kropp och en annans huvud. De måste "förena sina separata väsen till en universell helhet." De två männen begår självmord genom att samtidigt hugga den andre i hjärtat. Sita kastar sig på männens gemensamma begravningsbål.